# João Roberto Kelly
João Roberto Esteves Kelly (Rio de Janeiro, 24 de junho de 1938) é um pianista, compositor e produtor musical brasileiro.

## Biografia
Nasceu no bairro da Gamboa, no centro do Rio de Janeiro e é filho do professor, escritor e jornalista Celso Octávio do Prado Kelly e de Luzia Kelly.
Aos onze anos, começou a aprender piano com a mãe e com a avó. Mais tarde, estudou música e piano com a professora Zélia Lima Furtado no Conservatório Brasileiro de Música. Cursou o primário, ginásio e clássico no colégio Padre Antônio Vieira. Bacharelou-se em Direito pela Faculdade de Direito do Rio de Janeiro.
Em 1957 o pai o apresentou ao cronista Leon Eliachar e Geysa Boscoli que o convidaram a musicar a revista Sputnik no morro, de autoria de ambos. A peça estreou no Teatro Jardel no Rio de Janeiro, naquele mesmo ano.
Em 1961, Elza Soares gravou em 78 rpm pela Odeon a sua composição Boato e viria a incluir esta mesma música em vários outros LPs, nos anos seguintes. Neste mesmo ano, Elizeth Cardoso, no LP "A Meiga Elisete nº 2", incluiu de sua autoria "Esmola". No ano seguinte, a mesma cantora, no disco "A Meiga Elizete nº 3" gravou "Esmola", de sua autoria. Elizeth Cardoso regravou "Boato" no LP "Sax Voz nº 2", de Elizeth Cardoso e Moacyr Silva.
No ano de 1962, Elizete Cardoso voltou a gravar outra composição de sua autoria, desta vez "Se vale a pena", desta vez no LP "A meiga Elizete nº 3", lançado pela gravadora Copacabana.
Em 1963, o pianista Luís Reis o levou para a TV Excelsior, sendo contratado pelo diretor artístico Miguel Gustavo para fazer aberturas de programas, o mais famoso deles foi Times Square. Neste mesmo ano, Elza Soares gravou em compacto pela Odeon "Gamação", de sua autoria. Um ano depois, foi convidado por Chico Anísio e Carlos Manga a musicar os quadros humorísticos do programa "Times Square". Mais tarde, foi convidado também a fazer as músicas do programa "My fair show", com direção de Carlos Manga e Maurício Sherman. Neste mesmo ano, Jorge Goulart gravou de sua autoria "Cabeleira do Zezé" (com Roberto Faissal), que alcançou estrondoso sucesso em todo o Brasil Anos mais tarde interpretou Joga a chave, meu amor, ambas grandes sucessos nos carnavais a partir dos seus lançamentos. Ainda em 1963 Elizeth Cardoso gravou de sua autoria "Se vale a pena".
Ingressou na TV Rio no ano de 1965, onde musicou o programa "Praça Onze", com textos de Meira Guimarães e J. Ruy. Por essa mesma época, a pedido de Walter Clark, passou a produzir e apresentar os programas Noites Cariocas  e Musikelly, exibido todas as quintas-feiras, às 20h30. Com uma hora de duração, o musical de João Roberto Kelly recebia os grandes nomes da nossa música e promovia concursos que se tornaram famosos e referências na época; lançava no "Musikelly" concursos como o da "Garota de Ipanema" e o da "Menina da Penha", valorizando as jovens que moravam na Zona Norte do Rio de Janeiro e cujo prêmio maior era uma viagem com acompanhante para qualquer capital brasileira. Neste mesmo ano, Emilinha Borba gravou com sucesso a marchinha de carnaval Mulata iê-iê-iê e Dalva de Oliveira interpretou Rancho da Praça Onze (com Chico Anísio).
Em 1966, apresentou na CVisita" TV Paulista, posteriormente TV Globo São Paulo (Canal 5 de São Paulo), os programas Alegro; e Espetáculos Tonelux (Viva a Música) na TV Globo do Rio de Janeiro, no qual ele fazia, ao piano, a crônica musical da cidade, em shows de uma hora e meia de duração. No Tonelux existia o quadro musical apresentado por João Roberto Kelly chamado de Musikelly, exibido entre março de 1966 até abril de 1966, quadro musical este de mesmo nome de seu programa anterior da TV Rio. No ano seguinte, sua música Colombina iê-iê-iê, em parceria com David Nasser, foi uma das composições mais cantadas e executadas no carnaval daquele ano, sendo gravada também por Roberto Audi.
A Orquestra do Maestro Gonzaga, em 1968, gravou um LP ao vivo do Baile do Teatro Municipal, no qual continha algumas composições suas.
Na década de 1970, voltou para a TV Rio e apresentou o programa Rio dá samba, que ficou doze anos no ar.
Em 1971, Clóvis Bornay interpretou Paz e amor, parceria com Toninho. No ano seguinte, Emilinha Borba interpretando Israel (c/ Carlos Gonçalves dos Santos), vencendo o Concurso de Carnaval da TV Tupi.
Em 1974, gravou pela Odeon um LP com seus maiores sucessos, como Boato e Gamação.
Em 1976, Elza Soares gravou em seu LP "Pilão + raça= Elza" uma composição de sua autoria, De pandeiro na mão.
Entre as décadas de 1970 e 1980, percorreu mais de cem localidades do Rio de Janeiro com o espetáculo Rio dá samba - Kelly e mulatas, patrocinado pela Caderneta de Poupança Morada. Por essa mesma época, apresentou vários shows em diversas capitais brasileiras como Brasília, São Paulo e cidades do exterior. Apresentou-se também em espetáculos nos teatros João Caetano, Teatro Municipal de Niterói e Teatro Villa-Lobos.

Em 1980, João Roberto Kelly participou do programa Conversa de Botequim, na Rede Tupi. 1980 Rede Bandeirantes Programa Ginga Brasileira transmitido ao vivo nas tardes de sábado de 1980 a 82, direto da quadra da escola de Madureira em rede nacional pela Bandeirantes. Com apresentação competente do nosso Grande Mestre João Roberto Kelly, direção geral Eduardo Lafon, criação e produção musical de Cícero Carvalho, produção executiva J. De Camillis, direção de TV Jaroslav Neoral, divulgação Maurelio Menezes , arte Calicut, Cenografia Eli Celano, Direção Joel Vaz, Som My Boy, Luz Sergio Matsumoto e assistente de produção Fernando Guisard. Com apoio total do Presidente da Escola Carlinhos Maracanã, o "Ginga" contava com a orquestra de Raul de Barros, 20 mulatas comandadas pela Chacrete Gracinha, coral As Gatas sendo palco do melhor samba brasileiro com intérpretes, músicos, passistas e compositores de todo país interagindo com os sambistas cariocas como João Nogueira, Beth Carvalho, Marcos Moran, Emilio Santiago, Neguinho da Beija Flor, Dona Yvone Lara, Nelson Cavaquinho, Dicró, Clara Nunes, Paulinho da Viola, Chacrinha, Ney Viana, Martinho da Vila, Jamelão, Beto sem Braço, Agêpe,  Dominguinhos do Estácio, Originais do Samba, Alcione e toda uma constelação de artistas do samba em geniais quadros musicais criados pelo Kelly ,Cícero Carvalho, Quinzinho e eu nas mesas do Alcazar a convite do Carlinhos Maracanã. Em Madureira a quadra fervia com a presença de toda comunidade e convidados especiais no juri do concurso das passistas. O apoio do Angú do Gomes e Malharias Peggy e tantos outros amigos fez do programa um sucesso nacional. Tema de abertura:
"Vem ver como é que a mulata rebola gostoso dizendo no pé" 
"Vem ver como é que a mulata rebola gostoso dizendo no pé"
"Que balanço que pauleira, salve a Ginga Brasileira!                                   

Autor: João Roberto Kelly.
No ano de 1981 era Presidente da Riotur quando da ocorrência do Atentado do Rio Centro.
Na década de 1980, participou do programa Gente do Rio e apresentou o programa Rio dá Samba, ambos na extinta TV Corcovado do Rio de Janeiro e fez a direção musical de diversos programas da TVE, no Rio de Janeiro.
Em 1987, realizou o show Quero Kelly, ao lado de Emilinha Borba, na Série Carnavalesca da Sala Funarte Sidney Miller, com roteiro e direção de Ricardo Cravo Albin, espetáculo que resumia e homenageava apenas suas composições.
Na década de 1990 foi contratado pela Agência Focus para estrear um programa musical no Canal 5 da TV a Cabo.
Em janeiro de 1993, convidado pelo mesmo Ricardo Cravo Albin, fez o prefixo, a direção musical e atuou no programa "Fama", em que a Rede Brasil distribuiu os prêmios a mais de dez personalidades, consideradas as melhores do ano anterior.
Em 1998, foi lançado pelo Jornal O Dia a coletânea O Dia da Folia volume I, contendo algumas de suas composições, como Bota a camisinha, Mulata iê-iê-iê e Cabeleira do Zezé.
No ano 2000 realizou vários espetáculos, dentre eles Carnaval de Sempre, no Clube Monte Líbano e na Casa de Portugal, em Teresópolis.
Em 2003 apresentou-se no carnaval carioca: na Cinelândia e no baila carnavalesco do Copacabana Palace. Neste mesmo ano foi homenageado no programa Domingão do Faustão da Rede Globo. Ainda neste ano, o bloco carnavalesco Monobloco regravou de sua autoria Cabeleira do Zezé, sucesso do carnaval de 1964 e Mulata Iê-Iê-Iê, também conhecida como Mulata bossa-nova.
No ano de 2004 compôs o hino do bloco Embaixadores da Folia, bloco no qual também participavam da roda de samba Darcy da Mangueira, Baianinho, Gallotti, Toninho Gerais, Nélson Rufino, Flávio Moreira, Rubem Confete e Clarice Seabra.
No ano de 2005 apresentou-se diversas vezes no bar Dama da Noite, na Lapa, centro boêmio do Rio de Janeiro. Também iniciou um programa de TV chamado Botequim do Samba na extinta TVN canal 30 da NET na cidade de Niterói. No programa, recebia convidados do mundo do samba e não deixava de tocar suas famosas marchinhas de carnaval.
Entre suas músicas mais gravadas estão: "Boato", interpretada por Ademilde Fonseca, João Roberto Kelly e Lalo Schifrin nos EUA; Samba do teleco-teco, cantada por Valdir Calmon e Aracy Cortes; Dor-de-cotovelo e Pororopó-pó, gravadas por Elis Regina e ainda Cafezinho, interpretada por Dóris Monteiro e Cyro Monteiro.
Outros intérpretes seus foram: Dalva de Oliveira e A Banda de Fuzileiros Navais ('Rancho do Rio - Hino do 4º Centenário da Cidade do Rio de Janeiro'), Jamelão, Helena de Lima e Angela Maria ('Mormaço'), Cauby Peixoto e Emílio Santiago ('Mistura') e Agnaldo Timóteo ('Minhas trovas de amor', em parceria com J. G. de Araújo Jorge e 'Canção para mamãe', com David Nasser). Sua música Zé da Conceição, foi interpretada por Miltinho, Ari Cordovil e ainda por Zezinho e coro da gravadora Copacabana. Outro grande sucesso seu foi Rancho da Praça Onze, em parceria com Chico Anísio, gravada por Cauby Peixoto e Francisco José, entre outros. De sua autoria, o apresentador Chacrinha gravou "Maria sapatão" e "Pacotão".
Um de seus grandes sucessos é Dança do bole-bole, gravada pelo próprio autor e pelos conjuntos Sambrasil e Vem Que Tem. A Banda do Canecão gravou de sua autoria várias músicas, dentre elas Maria Sapatão.
Em 2006 e 2007, apresentou um espetáculo chamado Papo Piano Bar, onde lançou dois jovens cantores, Ronaldo Gonçalves e Manu Santos, presenteada por Kelly com uma nova composição, chamada Hoje Eu Acordei. O show foi apresentado em uma temporada no Teatro Gláucio Gil e também na Sala Baden Powell, em Copacabana, Rio de Janeiro. Durante o show, Kelly conta algumas histórias de sua carreira e dos antigos carnavais cariocas, enquanto executa seus grandes sucessos juntamente dos novos cantores.
O set list do show Papo Piano Bar é: Rancho da Praça Onze (Kelly, Manu Santos e Ronaldo Gonçalves), Samba do Teleco-Teco (Kelly, Manu Santos e Ronaldo Gonçalves), Dor de Cotovelo (Canção do primeiro disco de Elis Regina, interpretada no show por Manu Santos), Zé da Conceição (Ronaldo Gonçalves), Rancho do Rio (Kelly, Manu Santos e Ronaldo Gonçalves), Hoje Eu Acordei (Nova música lançada no espetáculo, interpretada por Manu Santos), Boato (Ronaldo Gonçalves) Mormaço (Kelly e Manu Santos), Depois da Novela (Kelly, Manu Santos e Ronaldo Gonçalves), Bate-Papo Com Cartola (Kelly, Manu Santos e Ronaldo Gonçalves), Barraquinho (Ronaldo Gonçalves), Mistura (Manu Santos), Samba de Branco (instrumental, tema da Times Square), A viagem (O Sonho) (Manu Santos e Ronaldo Gonçalves), Partido Alto (Nova música, com Kelly, Manu Santos e Ronaldo Gonçalves). Ao final do show, Kelly convida a platéia a participar de um mini-carnaval, com direito a confete e serpentinas, onde lança duas novas marchinhas: Bin Laden (nova), Um Índio Falando Inglês (nova), Cabeleira do Zezé, Joga a Chave Meu Amor, Israel, Mulata Iê Iê Iê, Colombina e Cidade Maravilhosa.

## Discografia
- 1954 Samba a quatro mãos. Com Luis Reis RCA Victor
- 1965 Times Squares RCA Victor
- 1965 My fair show Copacabana Discos
- 1970 Samba na paróquia Musidisc
- 1973 Um piano sobe o morro Tapecar
- 1974 João Roberto Kelly Odeon
- 1976 João Roberto Apresenta Rio Dá Samba
- 1998 Happy Hour CID